# トランキング
電気通信におけるトランキング（英: trunking）とは、複数の回線や周波数チャネルを個別に割り当てるのではなく共有することで、多数の利用者へ同時にネットワーク・アクセスを提供する通信システムの概念を指す。例えば、電話のシステムや警察のVHF無線でよく使われている。最近ではコンピュータネットワークでもポートトランキングが使われている。
トランク (trunk) は2地点間を結ぶ伝送路であり、各地点は交換局やノードである。

## 語源
1つの説としては、1本の木の幹 (trunk) から多数の枝が伸びている様子から、これと似た構成を持つものの呼び名に用いられたと考えられている。この用語が電気通信で使われるようになった由来は定かではないが、インドの Grand Trunk Road、カナダの Grand Trunk Railway など、それ以前に鉄道の線路で使われていたことは確かで、木の幹と枝をモデルにした命名である。

## 無線通信
双方向無線通信においてトランキングとは、空いているチャネルをアルゴリズム的プロトコルで探し通信する方式を指す。
TRSで特筆すべきこととして、1回の会話を複数の異なるチャネルを移動しながら行う場合があり、空いている全てのレジに家族客の1人1人を同時に案内するようなこともできるし、何度もレジを通る客は毎回異なるレジに案内される可能性がある。
トランク無線システムは管理コストは増大するが、効率が良くなる。
TRSは通常の無線システムより傍受が難しい。しかし、大手メーカーの無線機には少し追加のプログラミングをするだけでTRSを非常に効率的に傍受することができる機種もある。

## 有線通信

### トランク回線
トランク回線 (trunk line) とは、電話交換装置間を接続する電気回路であり、電話交換機と個々の電話機あるいは情報終端装置をつなぐ加入者線回路と区別する用語である。
構内交換機 (PBX) の場合、電話会社からPBXに入ってくる電話線がトランク回線である。これは、PBXから個々の電話に伸びる線と区別するための用語である。通常、全ての電話機から一斉に外線に接続することは考えられないため、トランク回線はそのPBXに接続されている電話機数よりも少なくて済み、トランキングはコスト低減に役立つ。この場合のトランク回線は、アナログの電話線、T1 (DS1)、E1、ISDN、PRIなどである。

### トランク呼
イギリスおよび英連邦諸国では、長距離通話を「トランク呼 」(trunk call)と呼ぶ。

### 電話交換
トランキングという言葉は、電話交換機内のスイッチや回路の接続を指すこともある。また、加入者線で共通に使用する回路をトランクと呼ぶこともある。これにより回路数を削減している。

## コンピュータ・ネットワーク

### リンク集約
コンピュータネットワークにおけるトランキングは、複数のネットワーク・ケーブルと入出力ポートを同時に並列に使うことで、単一のケーブルやポートよりもリンク速度（ビット毎秒）を上げ、同時に冗長性の向上による耐障害性を得ることを指す。これをポートトランキングあるいはリンク集約と呼ぶ。特にネットワークスイッチ間の相互接続で使われる。
この通信線路の集約は、IEEE 802.3ad によってリンク・アグリゲーション・コントロール・プロトコル（Link Aggregation Control Protocol）として標準化された手順が規定されている。

### VLAN
VLANにおいて、シスコシステムズはVLAN多重化を「トランキング」と称している。これは、複数のVLANを「トランキングプロトコル」を使って単一のネットワーク・リンクで接続するものである。複数のVLANのトラフィックを1つのリンクに載せるには、個々のVLANのトラフィックを識別できなければならない。このためによく使われるのが IEEE 802.1Q で、イーサネットヘッダにタグを追加し、そのフレームが属するVLANをそこで表示する。802.1Qはオープン標準だが、マルチベンダ環境ではオプションでしかない。シスコは独自のトランキング・プロトコル Inter-Switch Link (ISL) を提供しており、イーサネットのフレームを独自のコンテナに格納し、そのコンテナで属するVLANを表示する。